# صندلی قرمز و آبی
صندلی قرمز و آبی (به انگلیسی: Red and Blue Chair)؛ قطعه ای مبلمان است که توسط طراح هلندی خریت ریتفلد در سال ۱۹۱۷ میلادی طراحی شده است. بازنمایی یکی از اولین اکتشافات جنبش هنریِ «د استیل» در سه بُعد است. تا اوایل دههٔ ۱۹۲۰ میلادی به رنگ‌های متمایز خود، رنگ آمیزی نشده بود. نسخه‌های متعددی از صندلی وجود دارد و در مجموعه‌های مختلف نگهداری می‌شوند.

## تاریخچه
صندلی قرمز و آبی، صندلی است که در سال ۱۹۱۷ میلادی طراحی شد. ریتفلد نمونهٔ اولیه صندلی را قبلاً در تابستان ۱۹۱۸ میلادی ایجاد کرده بود، بنابراین پیش از ملاقاتش با تئو فان دوشبورخ و پیت موندریان، پدران بنیانگذار گروه د استیل بود. با این حال، تنها پس از پیوستن ریتفلد به آن گروه بود که سرانجام صندلی تکمیل شد.

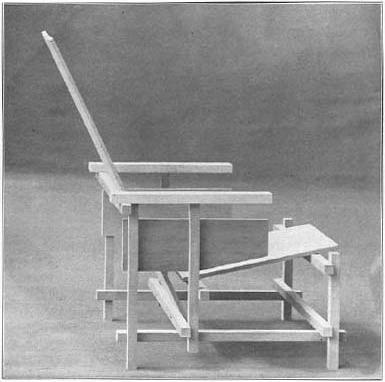
صندلی «برهنه»، عاری از بافت‌های رنگی

صندلی واقع در موزهٔ هنر تولیدو

صندلی اصلی از چوب راش بدون لکه، ساخته شده بود و تا حدود سال ۱۹۲۳ میلادی به رنگ قرمز، آبی، زرد و سیاه رنگ‌ آمیزی نشده بود. یک معمار و از اعضای د استایل، بارت فون در لک، مدل اصلی او را دید و به او پیشنهاد کرد که رنگ‌های روشن را اضافه کند. او مدل جدیدی از چوب نازک‌تر را ساخت و آن را کاملاً سیاه کرد و با محدوده‌هایی از رنگ‌های اصلی منسوب به جنبش د استایل رنگ کرد. تأثیر این طرح رنگی باعث شد که صندلی تقریباً در برابر دیوارها و کف سیاهِ خانه ریتفلد شرودر، جایی که بعداً در آنجا قرار گرفت، ناپدید شود. به نظر می‌رسید که نواحی رنگی در هوا شناور هستند و ساختاری تقریباً شفاف به آن‌ها می‌بخشید.
د استایل در واقع شکلی از هنر را پند می‌دهد که از طریق روابط هماهنگ تناسبات میان نواحی و رنگ‌ها، ساختار ایده‌آل فضا را بازسازی کند: تمامی آثار منتسب به این گروه به این اصل پاسخ می‌دهند، به‌ ویژه آثار موندریان، مؤلف نقاشی‌های معروف که در آن‌ها به لطف استفاده از خطوط سیاه در زوایای در هم تنیده در پس زمینه‌های پر جنب و جوش از رنگ‌های اصلی، سیاه و سفید اثر، تعادل و هماهنگی حتی با مفاهیم انتزاعی به دست می‌آیند.

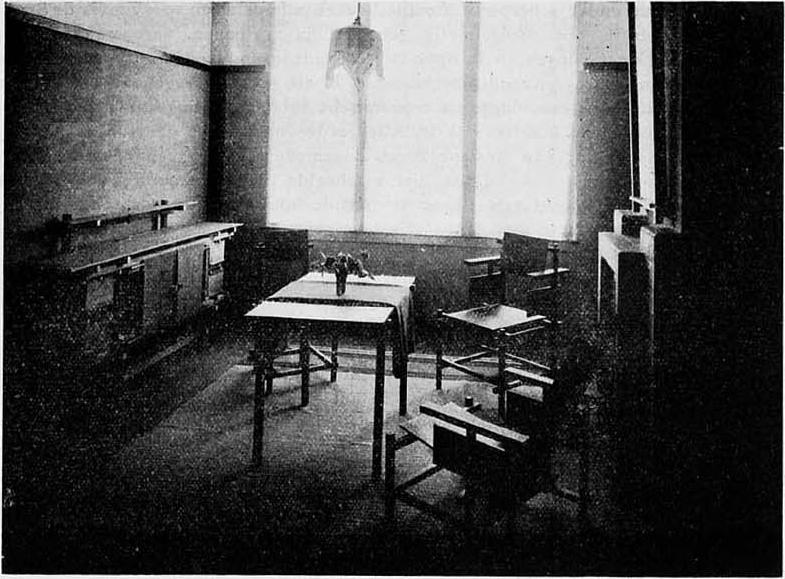
صندلی ریتفلد در یک واحد مسکونی طراحی شده توسط یاکوبوس عاوت در روتردام: عکس برگرفته از شمارهٔ سی و هفتم «هفته‌نامهٔ معماری» (۱۹۲۰ میلادی)

بنابراین تصادفی نیست اگر صندلی قرمز و آبی را بتن‌ریزی سه‌بعدی از اصول فیگوراتیو زیربنای هنر موندریان در نظر بگیریم. این صندلی از پانزده تخته چوب راش تشکیل شده است که به گونه‌ای توسط چندین اتصال ریتفلد به هم متصل شده‌اند که بر اساس عمودی و افقی بودن، خطوط و صفحاتی را تشکیل می‌دهند: سپس دو ورق تختهٔ سه‌لایی در این شبکهٔ خطیِ پشتی و نشیمن قرار می‌گیرند. در هماهنگی کامل با شاعرانگی د استیل، عناصر مختلف تشکیل‌دهندهٔ صندلی با کنار هم قرار دادن ساده و بدون در هم تنیدگی یا نفوذ به یکدیگر همپوشانی دارند: این معیار تجمعی صندلی با عناصر تشکیل‌دهندهٔ کاهش یافته به حداقل شرایط، تقریباً فاقد جرم یا حجم است که فضایی را که در آن قرار می‌گیرد قطع نمی‌کند بلکه بر آن تأکید می‌کند، مثلاً به دلیل موقعیت خاص تکیه‌گاه پشتی، یا به دلیل حدا بودن آن از پایه‌های عقب (به این ترتیب، در واقع صندلی تقریباً در هوا شناور است.)
دیگر نکتهٔ قابل توجه، رنگ آمیزی صندلی است، که در آن قسمت‌های جداگانه و عملکردهای رسمی خاص آن‌ها با رنگ مورد استفاده مشخص می‌شوند: چوب‌بست‌های مختلف به رنگ مشکی و دارای لبهٔ زرد هستند، در حالی که تکیه‌گاه پشتی و نشیمن به ترتیب قرمز و آبی ورنی هستند. با این حال گفته می‌شود که ریتفلد از لحاظ جزمی با رنگ‌های اصلی ارتباط خوبی نداشت، به گونه‌ای که او چندین گونه از مدل‌های نمادین را پیشنهاد کرد، از جمله: صورتی و سبز، سفید، سیاه با لبهٔ‌های سفید و حتی یک نمونهٔ کاملاً بدون لاک. ارزش خاصی برای متانت خام آن دارد، که با آن چشم مشاهده‌گر توسط کل اسیر نمی شود -همان‌ گونه که در نسخهٔ رنگی اتفاق می‌افتد- بلکه بیشتر به سمت برآمدگی‌های مختلف منتقل می‌شود. موقعیت تکیه‌گاه پشتی نیز توسط ریتفلد به دقت مورد مطالعه قرار گرفت، او می‌خواست مبلمانی بسازد که اجازهٔ خواب را ندهد، اما به اندازهٔ کافی برای آرامش و تحریکِ «بیداری وجدان» راحت باشد، همان‌ طور که خود طراح دوست داشت تکرار کند.

این صندلی که توسط تئو فان دوشبورخ به‌عنوان «مجسمهٔ انتزاعی-واقع‌گرایانه برای فضای داخلی خانه‌های آیندهٔ ما» در نظر گرفته شده است، امروزه در موزهٔ هنر مدرن نیویورک به نمایش گذاشته شده است. در زیر تحلیلی از صندلی پیشنهاد شده توسط خود ریتفلد آورده شده است:
«هدف این صندلی ساده‌سازی تک تک قطعات، حفظ فرم ذاتی در ویژگی و اهداف اصلی مواد مورد استفاده است، همان فُرمی که به لطف اتخاذ یک ماژول خاص برای عناصر متمایز مختلف منجر به شکل‌گیری یک موجودیت هماهنگ می‌شود. ساختار صندلی به گونه‌ای است که می‌توان تک تک قطعات را بدون حذف کردن به یکدیگر متصل کرد تا با پوشاندن آن یا قرار دادن آن در شرایط وابستگی از تسلط یکی بر دیگری جلوگیری شود. به این ترتیب همه چیز در فضا آزاد است. فرم به واسطهٔ ماده متولد می‌شود. معیارهای تجمعی که من استفاده کردم اجازه استفاده از چوب‌بست‌های ۲۵x۲۶ متری را می‌دهد. [...] بنابراین، صندلی به اصطلاح قرمز و آبی [...] همچنین نشان می‌دهد که می‌توان با استفاده از عناصر ساده و خالص تولید شده توسط ماشین، چیزی زیبا ایجاد کرد که به صورت پلاستیکی در فضا مداخله کند.

(خریت ریتفلد)

## ساختار
این صندلی یکی از اصول زیبایی‌شناسی ماشین را در بر می‌گیرد، زدودن تمایز میان بار و پشتیبانی از طریق مجموعه‌ای از عناصر به هم پیوسته: تکیه‌گاه پشتی (قرمز) نقش بار را ایفا می‌کند (که توسط یک چوب‌بست متقاطع در زیر صندلی پشتیبانی می‌شود) و همان زمان از تکیه‌گاه بازوها نیز پشتیبانی می‌کند.

در دستورالعمل‌های ریتفلد در مورد چگونگی ساخت صندلی، او به صنعتگر اطلاع می‌دهد که شعر زیر را از کتاب «زیبایی» (Der Aesthet) اثر کریستیان مورگنشترن چاپ کند و آن را زیر صندلی بچسباند:
وقتی می‌نشینم، نمی‌خواهم
تا بنشینم آنگونه که گوشت-نشیمنم دوست می‌دارد
بلکه چون نشیمن-ذهنم

اگر نشسته بود، صندلی را برای خود می‌بافت
ریتفلد مشخصات معتبری از اندازه‌گیری‌ها یا رنگ‌ها را حفظ نکرد و نسخه‌های گوناگونی از صندلی وجود دارد.

## مجموعه‌ها
موزهٔ هنر مدرن این صندلی را در مجموعهٔ دائمی خود -هدیه‌ای از فیلیپ جانسون- نگهداری می‌کند و نمونهٔ اصلی آن در موزهٔ بروکلین در شهر نیویورک به نمایش گذاشته شده است. نسخه‌های دیگر این صندلی نیز در موزهٔ هنر عالی در آتلانتا و موزهٔ هنر تولیدو در تولیدو، اوهایو به نمایش گذاشته شده است.
صندلی قرمز و آبی به عنوان بخشی از یک نمایشگاه به دانشکدهٔ معماریِ دانشگاه فناوری دلفت به امانت سپرده شده بود که آتش‌سوزی کل ساختمان را در می ۲۰۰۸ میلادی نابود کرد؛ خوشبختانه صندلی قرمز و آبی توسط آتش‌نشانان نجات یافت.
نسخه‌ای از صندلی نیز توسط کریستیز در سال ۲۰۱۱ میلادی به قیمت ۱۰/۶۲۵ یورو فروخته شد.